# Epioblasma penita
Epioblasma penita é uma espécie de bivalve da família Unionidae.
É endémica dos Estados Unidos da América.
Os seus habitats naturais são: rios.
Está ameaçada por perda de habitat.